# Parakiefferiella tipuliformis
Parakiefferiella tipuliformis är en tvåvingeart som först beskrevs av Tokunaga 1940.  Parakiefferiella tipuliformis ingår i släktet Parakiefferiella och familjen fjädermyggor.
Artens utbredningsområde är Taiwan. Inga underarter finns listade i Catalogue of Life.